# Ernst-Grote-Haus

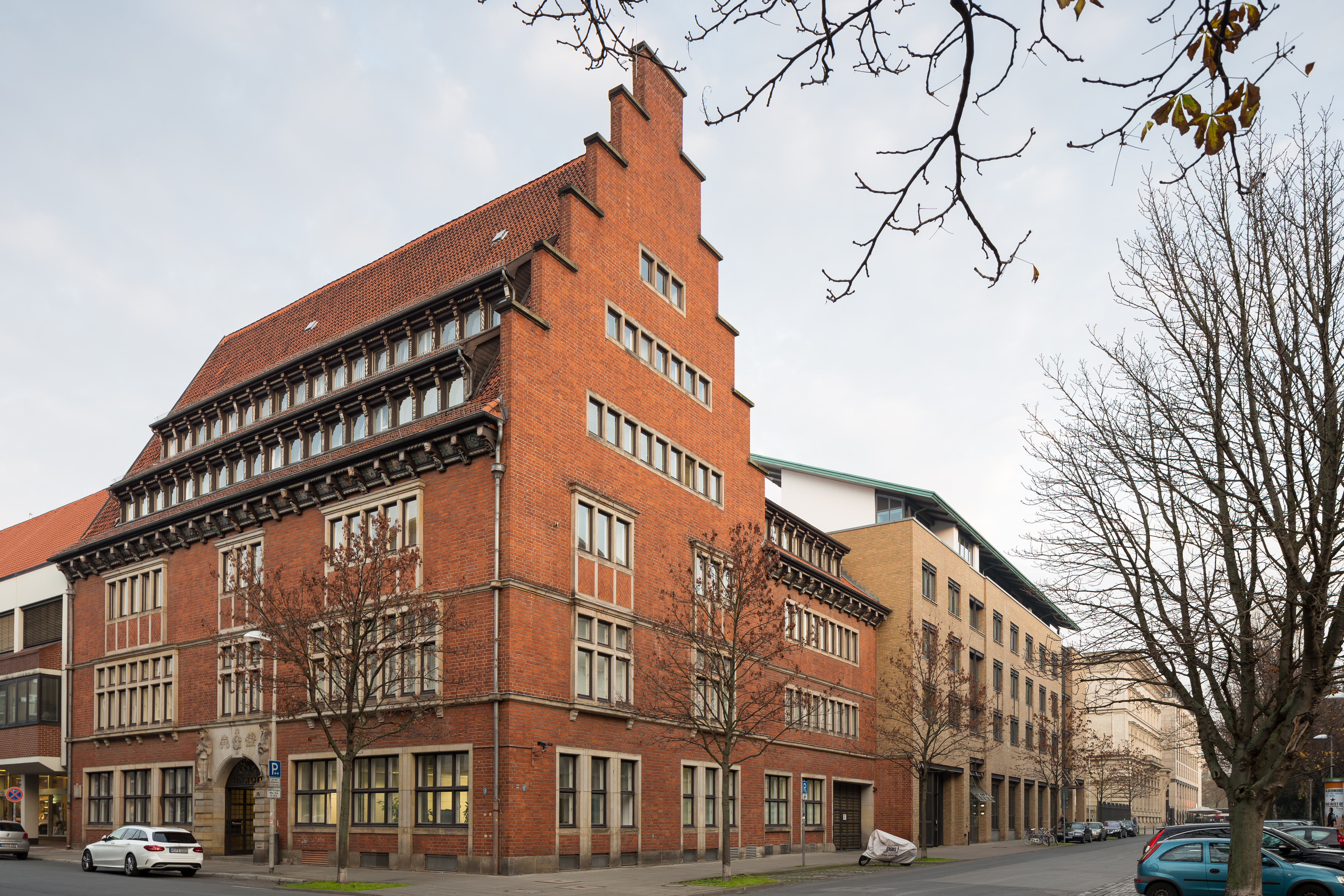
Ernst-Grote-Haus

Das Ernst-Grote-Haus, auch Grotehaus oder Grote-Haus genannt, ist ein denkmalgeschütztes Gebäude nahe dem Zentrum von Hannover. Das reich geschmückte historisierende Gebäude im Stadtteil Hannover-Mitte wurde ursprünglich Mitte der 1930er Jahre für die Kaffeefirma Ernst Grote errichtet. Es liegt an der Strecke des Roten Fadens unter der heutigen Adresse Breite Straße 10 Ecke Georgswall, der früheren Große Wallstraße.

## Geschichte und Beschreibung

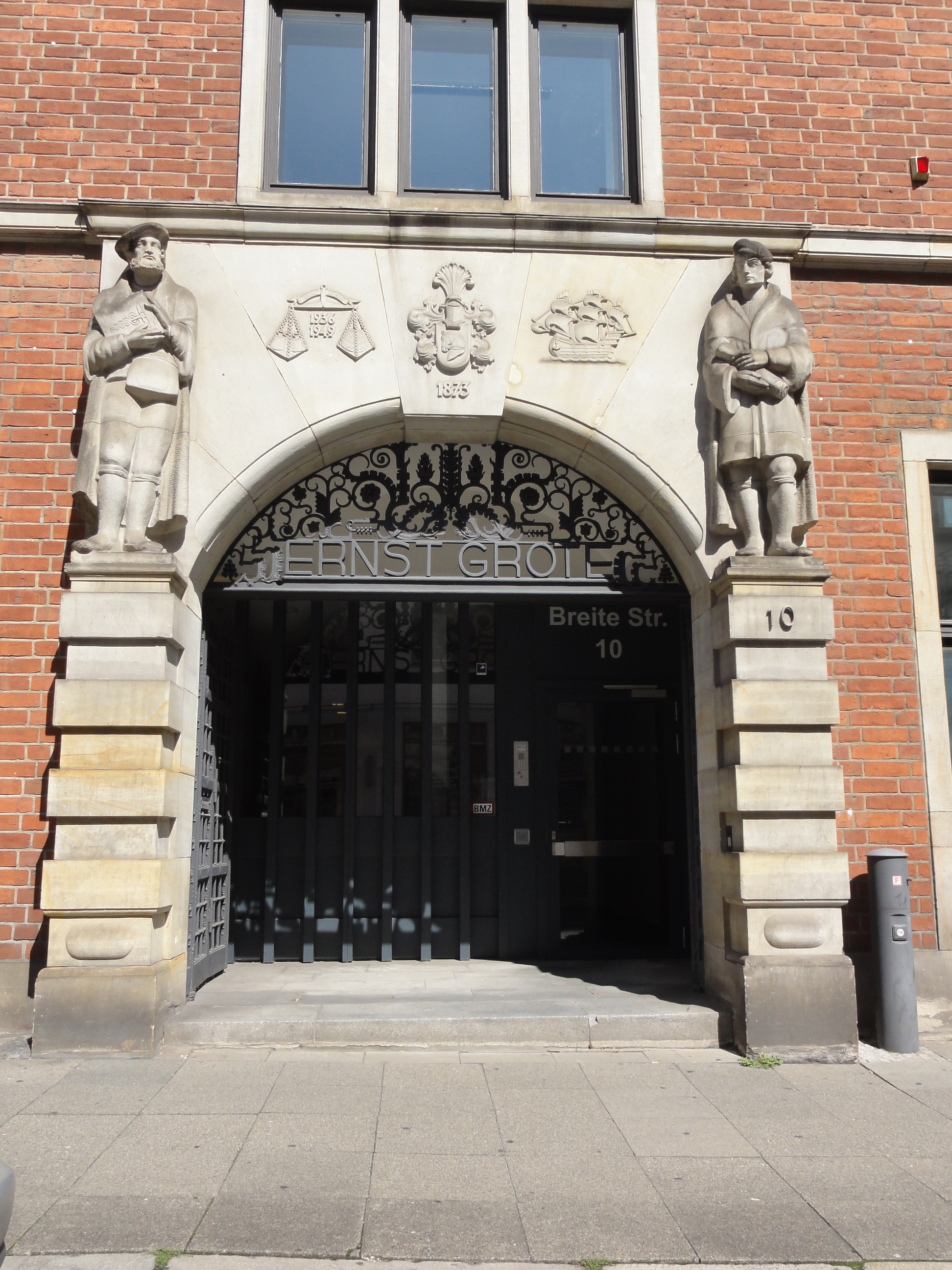
Schmiedeeiserner Schriftzug „Ernst Grote“ über Eingang am Grotehaus mit den 1949 von Ludwig Vierthaler nach Berthold Stölzer geschaffenen Kaufmannfiguren

Nachdem der Unternehmer Ernst Grote (1845–1927) das von ihm am 27. Januar 1873 als offene Handelsgesellschaft gegründete Unternehmen im Jahr 1922 in eine Aktiengesellschaft umgewandelt hatte, leitete nach dessen Tod der Kaffeefachmann Carl Winter den Vertrieb für ganz Deutschland. Unter Winters Führung sollte an die bis dahin als Geschäfts- und Unternehmenssitz genutzte Alte Kanzlei eine dem historischen Gebäude angepasste Erweiterung gebaut werden. Hierzu musste jedoch zunächst ein Teil der sich hinter dem Hause befindlichen mittelalterlichen Stadtmauer gekauft werden, an deren Stelle dann ein vierstöckiges Lagerhaus errichtet wurde.
Das neue Grotehaus wurde 1935 bis 1936 im Zuge der nationalsozialistischen städtebaulichen Umbauplanungen nach Plänen des Architekten Adolf Springer auf einem L-förmigen Grundriss errichtet. Dabei entstand ein historisierender, dreigeschossiger Ziegelbau im Heimatschutzstil mit Rahmungen aus Werkstein, über den sich ein hohes Dach mit einem charakteristischen sechsstufigen Treppengiebel erhob. Das Gebäude orientierte sich einerseits in seinen Grundformen ästhetisch und formal am Stil früher Hannoveraner Bürgerhäusern. Andererseits ließen die flächig angeordneten, groß dimensionierten Fenster und die schmalen Fensterbänder im Giebelfeld auch Einflüsse des Neuen Bauens erkennen.
Das zentrale Bogenportal mit dem reliefartigen Familienwappen des Firmengründers sowie zwei rahmende, lebensgroße Kaufmannsfiguren aus dem Jahr 1935 stammten ursprünglich aus der Hand des Bildhauers Berthold Stölzer.

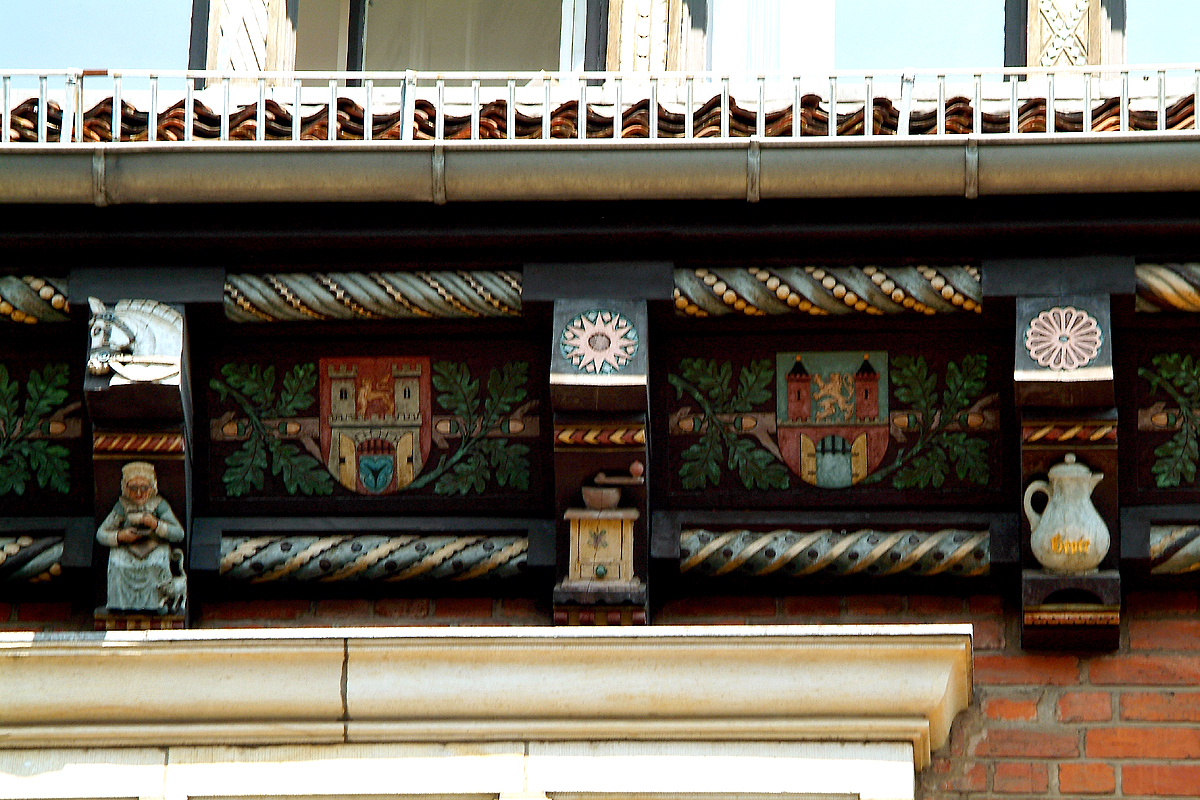
Knaggen- und Füllbrettschmuck am Grotehaus mit kaffeetrinkender Dame mit Kopfhaube, Kaffeemühle und dem Schriftzug „Grote“ auf einer Kaffeekanne

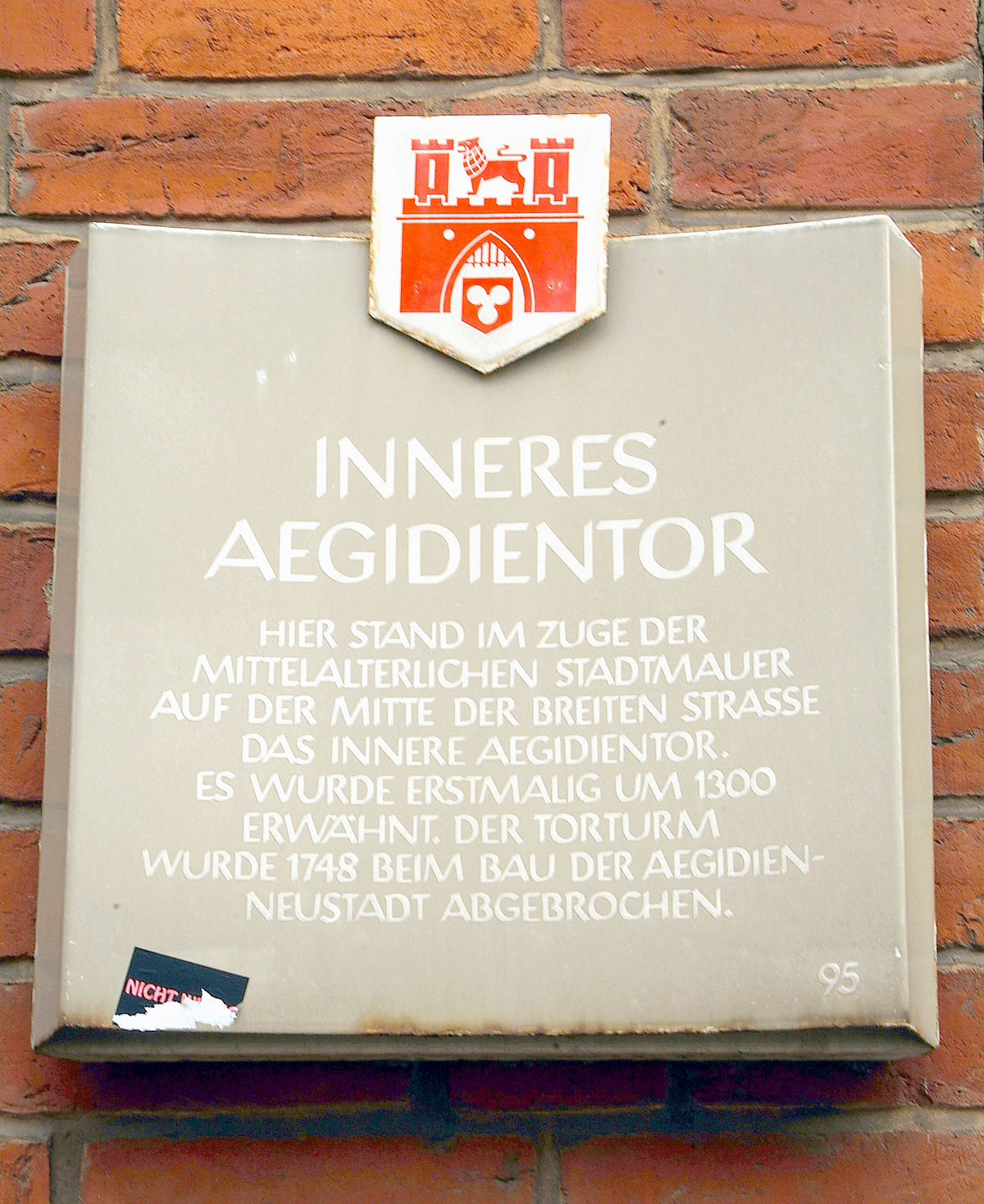
Die Stadttafel Nummer 10 am Gebäude mit Hinweisen zum ehemaligen Inneren Aegidientor am Ort vor dem heutigen Aegidientorplatz verweist auf die Stadtbefestigung Hannovers aus der Zeit des Mittelalters

Das reichhaltige Bildprogramm mit Knaggen- und Füllbretter-Schmuck schnitzte der Bildhauer Friedrich Buhmann erstmals 1935 aus den hölzernen Balken.
Durch die Luftangriffe auf Hannover während des Zweiten Weltkrieges wurde die Alte Kanzlei vollständig, das Grotehaus in Teilen zerstört. 1949 wurde das Grotehaus als eines der ersten frühen Sanierungen der Nachkriegszeit durch die Architekten Eduard Jürgens und Hans Mencke im Stil der 1930er Jahre wiederhergestellt. Der Bildhauer Ludwig Vierthaler stellte das Werksteinportal nach der ursprünglich durch Berthold Stölzer geschaffenen Vorlage wieder her, inklusive den Symbolen der Waage und des Schiffes sowie den Jahreszahlen 1873, 1936 und 1946.
Später wurde am Gebäude zur Erinnerung an das bis zum Jahr 1748 vor Ort stehende ehemalige Innere Aegidientor eine Stadttafel installiert.
Die alte Kanzlei wurde nicht wieder aufgebaut. An ihrer Stelle entstand im Jahr 1977 ein Neubau der Landestreuhandstelle unter der heutigen Hausnummer 12.
1994 wurde seitlich des Gebäudes, am Georgswall, eine südliche Erweiterung der ehemaligen Landeszentralbank errichtet, die dann zu einer unselbständigen Verwaltungseinheit der Deutschen Bundesbank wurde.
Im Ernst-Grote-Haus war von 2009 bis 2019 die Norddeutsche Facility Management GmbH (NORD/FM) untergebracht, eine 100-prozentige Tochter der Norddeutschen Landesbank (Nord/LB).